# Le canzoni del Tabarin - Canzoni da cortile
Le canzoni del Tabarin e Canzoni da cortile, pubblicato nel 1963, è il quarto Long Playing della cantante italiana Milva.

## Il disco
Questo disco segna una svolta nella carriera della cantante, essendo il primo a non essere nato come raccolta di brani pubblicati su 45 giri o EP, ma come selezione studiata di brani degli anni venti e trenta, ricantati con un nuovo arrangiamento.
Ciascun lato ha una propria copertina e un titolo peculiare: uno dedicato alle canzoni da cantastorie, a sfondo spesso melodrammatico, e uno dedicato alle canzoni da tabarin, cioè dei café-chantant. Anche le rispettive copertine sono intonate all'effetto nostalgico, con disegni e elaborazioni in stile liberty (Canzoni del Tabarin) o imitante le affissioni di spettacoli popolareschi del primo Novecento (Canzoni da Cortile). L'orchestra è diretta dal maestro Gino Negri, autore anche degli arrangiamenti.
La scelta di reinterpretare brani di circa venti-trent'anni prima, riarrangiati in maniera "filologica" (quindi non modernizzati) e potenziati nell'apporto vocale, è un indice chiaro della volontà della Fonit Cetra di destinare l'allora ventiquattrenne Milva al mercato colto e maturo, piuttosto che ai nascenti fenomeni giovanili. Nell'operazione Milva ebbe la possibilità di svolgere l'atmosfera di ciascun brano adattando la propria impostazione vocale a innumerevoli sfumature, variazioni di tono, colori interpretativi.
Particolarmente riuscite le reinterpretazioni di Gastone, di Ettore Petrolini, cantata con un cipiglio canzonatorio che omaggia il personaggio originale, e Balocchi e Profumi, dove Milva sottolinea le atmosfere decadenti e melodrammatiche.
Le singole canzoni sono state ripubblicate in varie raccolte su CD, tranne Ladra.

## Tracce
Lato A Le canzoni del Tabarin
1. Scettico blues (Rulli - Defilippis), già cantata da Gino Franzi
2. Re di cuori (Alberto Schor - Bixio Cherubini)
3. Creola (Ripp), già cantata da Isa Bluette
4. Balocchi e profumi (E. A. Mario), già cantata da Gino Franzi
5. Gastone (Petrolini), già cantata da Ettore Petrolini
6. Lucciole vagabonde (Cherubini - Cesare Andrea Bixio), già cantata da Gino Franzi

Lato B Canzoni da cortile
1. Spazzacamino (Cherubini - Ermenegildo Rusconi), già cantata da Luciano Virgili
2. Miniera (Cherubini - Bixio), già cantata da Enzo Amadori
3. Le rose rosse (E. A. Mario)
4. Il tango delle capinere (Bixio - Cherubini), già cantata da Gabrè
5. Ladra (E. A. Mario)
6. Finestra chiusa (Giovanni D'Anzi - Bracchi)

Orchestra diretta da Gino Negri.